# Movimento Socialista Pan-helénico
O Movimento Socialista Pan-Helênico (português brasileiro) ou Pan-Helénico (português europeu), mais conhecido como PASOK (em grego: Πανελλήνιο Σοσιαλιστικό Κίνημα, ΠΑ.ΣΟ.Κ.), é um partido social-democrata da Grécia. Foi fundado em 3 de Setembro de 1974 por Andréas Papandréu. Foi um dos principais partidos da Grécia até 2012, altura em que começou a perder influência eleitoral.
O PASOK é membro do Partido Socialista Europeu e da Internacional Socialista e, o seu presidente é, desde Março de 2012, Evangelos Venizelos.

## História

### Fundação do PASOK
Em 3 de setembro de 1974, Andréas Papandréu anunciou a fundação do Movimento Socialista Pan-Helênico. Com base na sua declaração de fundação, o objetivo das atividades do PASOK é promover na Grécia:
- A independência nacional;
- A soberania do povo;
- A emancipação social;
- O processo democrático.

Esses princípios eram apoiados pelo fundador e por muitos outros do quadro de fundação. Andréas Papandréu convocou as forças populares à auto-organização durante o período de transição após a queda da ditadura, conhecido como Metapolítefsi.

### Os primeiros anos
O PASOK participou pela primeira vez das eleições nacionais em novembro de 1974, conseguindo 13,5% dos votos, que garantiram a eleição de 15 deputados. Nas eleições para deputado de 1977 o PASOK dobrou sua porcentagem e elegeu 92 deputados, tornando-se a oposição oficial ao governo.

### Os primeiros anos de governo
Em outubro de 1981, o PASOK, após um período pré-eleitoral tenso, com os slogans “Mudança” e “A Grécia para os Gregos”, obteve uma vitória com 48% dos votos e a maioria parlamentar com 173 deputados, formando o primeiro governo socialista autônomo da Grécia, tendo como primeiro-ministro Andréas Papandréu. Em 1984 foi realizado o primeiro Congresso do PASOK, que reelegeu unanimemente Andréas Papandréu para o cargo de presidente do partido. Em junho de 1985, o PASOK novamente venceu as eleições para deputado com 45% dos votos, elegendo 161 deputados e formando um governo autônomo. A estratégia de desenvolvimento que foi aplicada na Grécia pelo governo do PASOK no período entre 1984 e 1993 — que cobre tanto os Programas Mediterrâneos Integrados (em grego: Μεσογειακά Ολοκληρωμένα Προγράμματα, Μ.Ο.Π.),  quanto o 1º Quadro Comunitário de Apoio (Κοινοτικό Πλαίσιο Στήριξης) — caracterizou-se principalmente pela grande dispersão dos recursos disponíveis em pequenas obras de infra-estrutura por todo o país. Essa política sustentou a atividade econômica e facilitou a melhoria da qualidade de vida nas áreas rurais e periféricas. O governo também melhorou as malhas de transporte regionais e amplificou a modernização dos pequenos negócios rurais e também a construção de hotéis de pequeno e médio porte em muitas regiões. Em 1989, em meio a um período de grande tensão política por causa do escândalo econômico Koskotás e com seu fundador enfermo (com problemas cardíacos), o PASOK perdeu as eleições.

### O período de oposição
No período de coalizão de Tzánis Tzannetákis, os deputados da Nova Democracia e do Sinaspismós indiciaram o presidente e outros integrantes do PASOK em um Tribunal Especial (Grécia) com acusações de envolvimento no escândalo Koskotás, e também por interceptação de conversas telefônicas pela Agência Nacional de Informações (Ε.Υ.Π. na sigla em grego; à época era chamada de Agência Central de Informações — Κ.Υ.Π., na sigla em grego). Com membros presos e depois de três confrontos eleitorais consecutivos o PASOK voltou a ser a oposição oficial.

### O segundo período de governo de Andréas Papandréu
Em outubro de 1993, após decisão do Tribunal Especial, que considerou Andréa Papandréu inocente, o PASOK voltou ao governo com 47% dos votos, com Papandréu como primeiro-ministro. Em outubro de 1995 o PASOK entrou em um período crítico de tensões e atritos internos, durante o qual Dimítris Tsovólas do Comitê Central abandonou o partido para fundar, mais tarde, o Movimento Democrático Social. Kóstas Skandalídis foi eleito secretário do Comitê Central após a entrada de Ákis Tsochatzópulos no governo. Poucos dias depois, a saúde de Andréas Papandréu sofreu nova crise e ele foi internado no Centro de Cardiocirurgia Onásio.

### O período da modernização
Após Andréas Papandréu renunciar o cargo de primeiro-ministro em 17 de janeiro de 1996, o Comitê Central do PASOK, por sugestão de Kóstas Skandalídis, decidiu realizar o processo eleitoral a partir da bancada parlamentar do movimento. No dia seguinte, a bancada parlamentar escolheu dentre Konstantínos Simítis, Ákis Tsochadzópulos, Gerásimos Arsénis e Ioánnis Xaralambópulos, sendo Konstantínos Simítis eleito o novo primeiro-ministro da Grécia. Em junho de 1996, Andréas Papandréu faleceu e o 4º congresso do PASOK elegeu o novo presidente do partido, Konstantínos Simítis.
Com Konstantínos Simítis na presidência, o PASOK venceu as eleições nacionais de setembro de 1996. Nas eleições seguintes, em Abril de 2000, Konstantínos Simítis foi reeleito com 43,79% dos votos, contra 42,73% da Nova Democracia. O PASOK elegeu 158 deputados.
Depois de Konstantínos Simítis renunciar a presidência do PASOK em fevereiro de 2004, o filho de Andréas Papandréu, Geórgios Papandréu, foi eleito presidente do partido em uma votação nacional, na qual ele era o único candidato. Votaram mais de 1 milhão de cidadãos.
Nas eleições de março de 2004, o PASOK, após 11 anos governando o país com três vitórias eleitorais (1993, 1996 e 2000), perdeu as eleições com o percentual de 40,55% dos votos e passou a ser a oposição oficial do governo, posição que ocupa até hoje.
O movimento não conseguiu obter a liderança na eleição seguinte, de 16 de setembro de 2007, nas quais obteve 38,1% dos votos e 102 cadeiras. O presidente do PASOK, Geórgios Papandréu, pediu a renovação da confiança na pessoa dele. Evángelos Venizélos anunciou no mesmo dia, indireta mas claramente, sua candidatura ao cargo de presidente. Também Konstantínos Skandalídis foi candidato nas eleições para presidente do partido, que aconteceram em 11 de novembro. Reelegeu-se Geórgios Papandréu com 55% dos votos, contra 38% de Evángelos Venizélos.
Na eleição de 2009, o PASOK voltou à primeira posição, tendo com 160 deputados a maioria absoluta no parlamento.

### A quebra
Nas eleições parlamentares de 6 de Maio de 2012, realizadas sob o signo da política de austeridade seguida nos últimos anos pela coligação entre o PASOK e a Nova Democracia, o PASOK conquistou apenas 41 deputados, contra os anteriores 160. Da posição de maior partido, dispondo da maioria absoluta, o partido caiu assim para a terceira posição, a seguir a Nova Democracia e o SYRIZA. Esteve disposto a entrar numa coligação liderada pela ND, para garantir a viabilização do "memorando" de austeridade & ajuda, concluído com a UE, a BCE e o FMI, mas este projecto não chegou a materializar-se, de modo que foram convocadas novas eleições, para 17 de Junho de 2012. Nestas, o PASOK caiu para 33 deputados, mas deverá desta vez entrar em coligação com a ND, que viu a sua posição muito reforçada.
Desde então, o PASOK tem perdido influência eleitoral, tornando-se um partido cada vez mais irrelevante, vendo o SYRIZA afirmar-se como o principal partido de esquerda na Grécia.[carece de fontes?]

## Juventude PASOK
A Juventude PASOK é a organização da juventude política do partido. A Juventude PASOK suporta a Ordem Militante Estudantil Pan-Helênica (em grego: Πανελλήνια Αγωνιστική Σπουδαστική Παράταξη, Π.Α.Σ.Π.), que, segundo o artigo 6 da constituição da Juventude PASOK, constitui ordem autônoma do movimento estudantil.

## Resultados Eleitorais

### Eleições legislativas
| Data    | CI.                    | Líder                  | Votos                  | %                      | +/-                    | Deputados | +/- | Status   |
| ------- | ---------------------- | ---------------------- | ---------------------- | ---------------------- | ---------------------- | --------- | --- | -------- |
| 1974    | 3.º                    | Andreas Papandreou     | 666 413                | 13,6 / 100,0           |                        | 12 / 300  |     | Oposição |
| 1977    | 2.º                    | Andreas Papandreou     | 1 300 025              | 25,3 / 100,0           | 11,7                   | 93 / 300  | 81  | Oposição |
| 1981    | 1.º                    | Andreas Papandreou     | 2 726 309              | 48,1 / 100,0           | 22,8                   | 172 / 300 | 79  | Governo  |
| 1985    | 1.º                    | Andreas Papandreou     | 2 916 735              | 45,8 / 100,0           | 2,3                    | 161 / 300 | 11  | Governo  |
| 06/1989 | 2.º                    | Andreas Papandreou     | 2 551 518              | 39,1 / 100,0           | 6,7                    | 125 / 300 | 36  | Oposição |
| 11/1989 | 2.º                    | Andreas Papandreou     | 2 724 334              | 40,7 / 100,0           | 1,6                    | 128 / 300 | 3   | Governo  |
| 1990    | 2.º                    | Andreas Papandreou     | 2 543 042              | 38,6 / 100,0           | 2,1                    | 123 / 300 | 5   | Oposição |
| 1993    | 1.º                    | Andreas Papandreou     | 3 235 017              | 46,9 / 100,0           | 8,3                    | 170 / 300 | 47  | Governo  |
| 1996    | 1.º                    | Costas Simitis         | 2 814 779              | 41,5 / 100,0           | 5,6                    | 162 / 300 | 8   | Governo  |
| 2000    | 1.º                    | Costas Simitis         | 3 007 596              | 43,8 / 100,0           | 2,3                    | 158 / 300 | 4   | Governo  |
| 2004    | 2.º                    | Geórgios Papandréu     | 3 003 988              | 40,5 / 100,0           | 3,3                    | 117 / 300 | 41  | Oposição |
| 2007    | 2.º                    | Geórgios Papandréu     | 2 727 279              | 38,1 / 100,0           | 2,4                    | 102 / 300 | 15  | Oposição |
| 2009    | 1.º                    | Geórgios Papandréu     | 3 012 373              | 43,9 / 100,0           | 5,8                    | 160 / 300 | 58  | Governo  |
| 05/2012 | 3.º                    | Evangelos Venizelos    | 833 452                | 13,2 / 100,0           | 30,7                   | 41 / 300  | 119 | Governo  |
| 06/2012 | 3.º                    | Evangelos Venizelos    | 756 024                | 12,3 / 100,0           | 0,9                    | 33 / 300  | 8   | Governo  |
| 01/2015 | 7.º                    | Evangelos Venizelos    | 289 482                | 4,7 / 100,0            | 7,6                    | 13 / 300  | 20  | Oposição |
| 09/2015 | 4.º                    | Fófi Yennimatá         | 341 390                | 6,3 / 100,0            | 1,6                    | 16 / 300  | 3   | Oposição |
| 2019    | Movimento pela Mudança | Movimento pela Mudança | Movimento pela Mudança | Movimento pela Mudança | Movimento pela Mudança | 20 / 300  | 4   | Oposição |
| 2023    | 3.º                    | Nikos Androulakis      | 675 386                | 11,5 / 100,0           |                        | 42 / 300  | 22  |          |

### Eleições europeias
| Data | CI.                    | Votos                  | %                      | +/-                    | Deputados | +/-     |
| ---- | ---------------------- | ---------------------- | ---------------------- | ---------------------- | --------- | ------- |
| 1981 | 1.º                    | 2 278 030              | 40,1 / 100,0           |                        | 10 / 24   |         |
| 1984 | 1.º                    | 2 476 491              | 41,6 / 100,0           | 1,5                    | 10 / 24   | Estável |
| 1989 | 2.º                    | 2 352 271              | 35,9 / 100,0           | 5,7                    | 9 / 24    | 1       |
| 1994 | 1.º                    | 2 458 619              | 37,6 / 100,0           | 1,7                    | 10 / 25   | 1       |
| 1999 | 2.º                    | 2 115 844              | 32,9 / 100,0           | 4,7                    | 9 / 25    | 1       |
| 2004 | 2.º                    | 2 083 327              | 34,0 / 100,0           | 1,1                    | 8 / 24    | 1       |
| 2009 | 1.º                    | 1 878 859              | 36,6 / 100,0           | 2,6                    | 8 / 22    | Estável |
| 2014 | 4.º                    | 458 403                | 8,0 / 100,0            | 28,6                   | 2 / 21    | 6       |
| 2019 | Movimento pela Mudança | Movimento pela Mudança | Movimento pela Mudança | Movimento pela Mudança | 2 / 21    | Estável |
| 2024 | 3.º                    | 508 399                | 12,8 / 100,0           |                        | 3 / 21    | 1       |